# 3513 Quqinyue
3513 Quqinyue (1965 UZ) là một tiểu hành tinh vành đai chính được phát hiện ngày 16 tháng 10 năm 1965 bởi Đài thiên văn Tử Kim Sơn ở Nanking.